# Lipodermatoskleros
Lipodermatoskleros är en komplikation vid svår venös insufficiens och åderbråck som innebär att underhudsfettet och underhuden i smalbenet, vanligen i ankelhöjd, är kroniskt inflammerat (pannikulit) och därmed ärrbildat (skleros). Lipodermatoskleros kan uppkomma som en akut och som en kronisk sjukdom. Tillståndet kan förvärras till venöst bensår. Lipodermatosklerosen uppträder ofta med mörk pigmentering eftersom området inlagrar hemosiderin, men upplevs alltid som hård hud och underhud.

## Symtom
Tillståndet kan uppkomma i ena eller båda smalbenen. Det drabbade området brukar vara på framsidan eller sidan av ankeln. Huden där är hård, kan vara röd, ömmande, uppsvälld, ha ökad pigmentering, och med fortskridande öka i utbredning anta formen av en champagnekork över en större del av underbenet och till vaden. Akut lipodermatoskleros uppträder ofta utan föregående sjukdom, uppkommer i episoder och smärtar och huden kan bortsett från övriga symtom fjälla. Den kroniska varianten uppkommer långsamt eller utvecklas ur en akut episod. Den kan uppträda tillsammans med atrophie blanche (vita, ömmande ärr på huden) och utvecklas till bensår.

## Riskfaktorer och riskgrupper
Det är vanligen medelålders och äldre samt överviktiga kvinnor som drabbas av venös insufficiens och åderbråck, och följaktligen är den gruppen också överrepresenterad bland personer med lipodermatoskleros. Dock kan även andra grupper drabbas.

## Behandling
Tillståndet behandlas vanligen med kompressionsstrumpor, kirurgi av venerna, och läkemedel som ökar kärlgenomströmningen (vasodilation). På försök har danazol använts, liksom vid endometrios, fibroadenom, PMS och gynekomasti.